# Hatiora epiphylloides
Hatiora epiphylloides és una espècie del gènere Hatiora que pertany a la família de les cactàcies.

## Descripció
És de creixement epífit i arbustiu amb la seva majoria les tiges són arquejades. Els segments de la tija són aplanats de color verd clar de 2 a 3 centímetres de llarg i d'ample i 1,5 centímetres. Tenen molt petites arèoles sense espines. Les flors són de color groc sulfurós d'1 a 2 centímetres de llarg.

## Distribució
És comuna als estats brasilers de Minas Gerais, Rio de Janeiro i São Paulo en altituds de 800 a 2000 metres.

## Taxonomia
La planta va ser descrita en la primera descripció com a Rhipsalis epiphylloides el 1935 per Paulo Campos Porto i Erich Werdermann. Franz Buxbaum la va posar el 1957 en el gènere Hatiora.
Etimologia
- Hatiora: nom genèric atorgat en honor del matemàtic, astrònom i explorador anglès Thomas Harriot (1560-1621), en forma d'un anagrama del seu nom.
- epiphylloides epítet que prové de la paraula grega -oides "semblant" i del nom del gènere Epiphyllum i es refereix al fet que s'assemblen a aquestes branques.[2]

Subespècies
Es distingeixen les següents subespècies:
- Hatiora epiphylloides subsp. epiphylloides: Les plantes són més grans, les tiges en l'àpex no són àmplies.
- Hatiora epiphylloides subsp. bradei (Porto & A. Cast.) Barthlott & N.P.Taylor: Les plantes són més petites, les tiges en l'àpex són àmplies. Aquesta subespècie és una cactàcia poc coneguda, inusual entre el seu aspecte i tacte com a cactus. Forma part del subgènere Rhipsalidopsis. És un epífit que creix als estats brasilers de Rio de Janeiro i São Paulo, a la Serra do Mar i la Serra da Bocaina, en el bosc Atlàntic, a una altitud de 1000 msnm. En diferents graus, la base de les tiges són més primes i porten només unes arèoles laterals. Una forma extrema de l'arèola lateral que falta, que només es produeix en cultiu. Fa 80 cm de llarg i les flors són de color groc, de 20 mm de llarg.